# Allahyar Sayyadmanesh
Allahyar Sayyadmanesh (persisch الهیار صیادمنش; * 29. Juni 2001 in Amol, Iran) ist ein iranischer Fußballspieler. Er steht seit 2022 beim englischen Zweitligisten Hull City unter Vertrag und ist iranischer A-Nationalspieler.

## Karriere
Sayyadmanesh ist ein 1,82 Meter großer Stürmer und agiert primär als Mittelstürmer, kann jedoch ebenfalls als Flügelstürmer eingesetzt werden.

### Verein
Im Alter von sechs Jahren begann Sayyadmanesh seine Fußballkarriere. Zuerst stand er bei Arash Amol unter Vertrag. Vier Jahre später wechselte er zu Padideh Sari. Von 2017 bis 2018 spielte er außerdem bei der Jugendmannschaft von Saipa Teheran. Im Juni 2018 wechselte er zur Saison 2018/19 zum iranischen Erstligisten Esteghlal FC, wo er einen Fünfjahresvertrag unterschrieb. Im Oktober 2018 wurde er von The Guardian als eines der 60 besten jungen Talenten im Weltfußball des Geburtsjahrgangs 2001 gewählt. Er stand 15 Mal in der Persian Gulf Pro League auf dem Spielfeld und schoss insgesamt zwei Tore für seinen Verein. Nach einem Jahr verließ er den Verein, da dieser sich im Mai 2019 mit Fenerbahçe Istanbul auf einen Transfer für 850.000 US-Dollar einigte.
Zwei Monate nach Vertragsbeginn im Juli 2019 wurde Sayyadmanesh für eine Saison an den türkischen Zweitligisten Istanbulspor verliehen, wobei die Leihe im Januar 2020 frühzeitig abgebrochen wurde. Im Oktober 2020 folgte die nächste Leihe, diesmal an Sorja Luhansk in der Ukraine, wo er in 14 Monaten 35 Ligaspieleinsätze bekam und zwölf Tore erzielte. Im Dezember 2021 kehrte er von seiner Leihe zu Fenerbahçe zurück. Denn obwohl Sorja Luhansk an einer Festverpflichtung von ihm interessiert war und er den offensiven Leistungsträgern der Mannschaft angehörte, konnten die Luhansker aus finanziellen Gründen die Kaufoption, die vertraglich geregelt war, nicht ziehen.
Ende Januar 2022 wurde Sayyadmanesh bis zum Saisonende 2021/22 an den englischen Zweitligisten Hull City ausgeliehen. Im Anschluss entschieden sich die Hull-City-Verantwortlichen im Juli 2022 ihn zur Saison 2022/23 fest zu verpflichten.

### Nationalmannschaft

#### U-Nationalmannschaften
Sayyadmanesh nahm im Nordherbst 2016 mit den U16-Junioren des Irans an der U16-Asienmeisterschaft in Indien teil und wurde mit seiner Mannschaft Turnierzweiter. Ein Jahr später nahm er mit den iranischen U17-Junioren an der U17-Weltmeisterschaft in Indien teil. Dort erzielte er in fünf Einsätzen drei Tore und trug damit zum Erreichen des Viertelfinales bei.
Im Januar 2019 gewann er mit der iranischen U23-Nationalmannschaft das katarische U23-Vier-Nationen-Turnier. Des Weiteren nahm er im Alter von 18 Jahren auch mit der iranischen U23 an der U23-Asienmeisterschaft 2020 in Thailand teil, wo er mit seiner Mannschaft als Gruppendritter bereits in der Gruppenphase ausschied.

#### A-Nationalmannschaft
Am 6. Juni 2019 gab Sayyadmanesh sein A-Länderspieldebüt in der Iranischen Nationalmannschaft, in einem Freundschaftsspiel gegen Syrien, als er in der 80. Minute für Karim Ansarifard eingewechselt wurde und ein Tor schoss. Damit löste er mit 17 Jahren und 342 Tagen Saeid Ezatolahi als jüngsten Torschützen der iranischen A-Nationalmannschaft ab. Im März 2021 folgte ein weiterer Freundschaftsspieleinsatz gegen Syrien und 2022 eins gegen Algerien, wo er in beiden torlos blieb. Außerdem wurde er in vier Qualifikationsspielen für die Weltmeisterschaft 2022 eingesetzt.

## Auszeichnungen
- International Federation of Football History & Statistics (IFFHS)
  - Gewählt in das U20-Team des Jahres der AFC: 2020, 2021[18]

- Premjer-Liha
  - Bester Spieler des Spieltages: 16. Spieltag der Saison 2020/21[19]
  - Bester Spieler des Monats: Februar 2021[20]

- Hull City
  - Spieler des Monats: April 2022
  - Tor des Monats: April 2022[21]